# Parnassius stoliczkanus
Espèce
Parnassius stoliczkanus ou Apollon de Stoliczka est une espèce d'insectes lépidoptères de la famille des Papilionidae, de la sous-famille des Parnassiinae et du genre Parnassius.

## Dénomination
Parnassius stoliczkanus a été décrit par Cajetan Freiherr von Felder et Rudolf Felder en 1865.
Il a été nommé en l'honneur du paléontologue Ferdinand Stoliczka.

### Nom vernaculaire
Parnassius stoliczkanusse nomme Ladakh Banded Apollo en anglais.

## Description
Parnassius stoliczkanus est un papillon au corps poilu, aux ailes blanches, suffusées de beige dans leur partie basale et le long du bord interne des ailes postérieures. Les ailes antérieures sont ornées de deux marques proches du bord costal, d'une bande marginale beige et doublée d'une ligne submarginale de chevrons beige et d'une bande beige. Les ailes postérieures sont ornées d'une ligne submarginale d'ocelles noirs pupillés de bleu métallique et de trois taches orange finement cernées de beige.

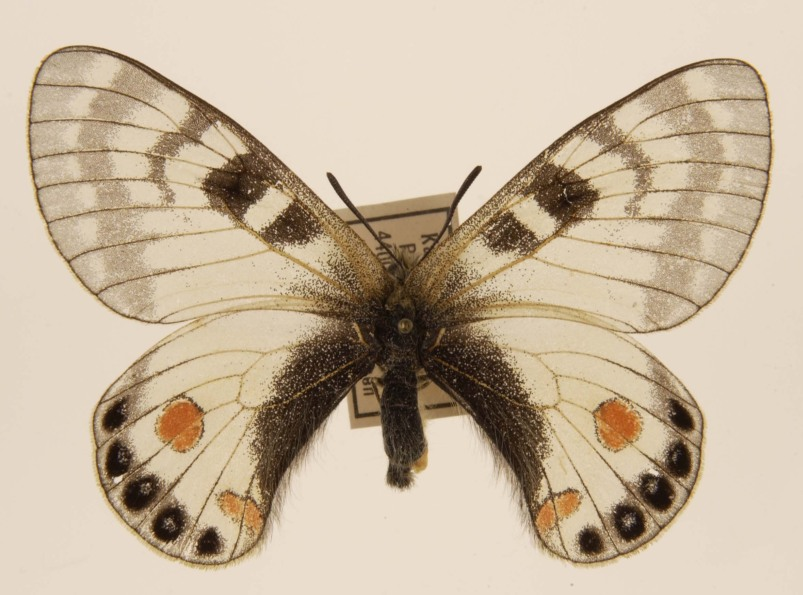
Parnassius stoliczkanus.

## Écologie et distribution
Parnassius stoliczkanus est présent au Cachemire région divisée entre l'Inde, le Pakistan et la Chine.

### Biotope
Parnassius stoliczkanus réside en montagne.

### Protection
Parnassius stoliczkanus est protégé en Inde.